# Fernwald
Fernwald is een gemeente in de Duitse deelstaat Hessen en maakt deel uit van de Landkreis Gießen.
Fernwald telt 7.046 inwoners.

## Plaatsen in de gemeente Fernwald
- Albach
- Annerod
- Steinbach

Allendorf (Lumda) ·
Biebertal ·
Buseck ·
Fernwald ·
Gießen ·
Grünberg ·
Heuchelheim ·
Hungen ·
Langgöns ·
Laubach ·
Lich ·
Linden ·
Lollar ·
Pohlheim ·
Rabenau ·
Reiskirchen ·
Staufenberg ·
Wettenberg